# Taça de Portugal 1979-1980
La Taça de Portugal 1979-1980 fu la 40ª edizione della Coppa di Portogallo. La squadra vincitrice fu il Benfica per la sedicesima volta.

## Squadre partecipanti
In questa edizione erano presenti:
- Le squadre di Primeira Divisão, qualificate al secondo turno
- Le squadre di Segunda Divisão, qualificate al primo turno
- Le squadre di Terceira Divisão, qualificate al primo turno
- La rappresentativa delle Azzorre, qualificata ai sedicesimi di finale.

## Primo turno
|                      | Risultato |                      |
| -------------------- | --------- | -------------------- |
| Académica            | 2 - 0     | Académico de Viseu   |
| Seixal               | 3 - 0     | Sporting Cuba        |
| Serpa                | 0 - 4     | O Elvas              |
| Penafiel             | 3 - 0     | Vila Real            |
| Famalicão            | 4 - 0     | Bragança             |
| Esperança Lagos      | 0 - 0     | Estrela Amadora      |
| Estrela Portalegre   | 1 - 0     | Alcains              |
| Vendas Novas         | 2 - 1     | Nacional             |
| Vizela               | 1 - 0     | Sporting Lamego      |
| Febres               | 0 - 1     | Oliveirense          |
| Lourosa              | 4 - 0     | Desp. Aves           |
| Lusitano VRSA        | 3 - 0     | Loures               |
| Leixões              | 8 - 1     | Montalegre           |
| Guiense              | 3 - 1     | Tocha                |
| Freamunde            | 0 - 2     | Mogadourense         |
| Alcobaça             | 2 - 1     | Marinhense           |
| Guarda               | 0 - 0     | Cartaxo              |
| Esmoriz              | 0 - 2     | Chaves               |
| Ermesinde            | 2 - 1     | Valonguense          |
| Atlético Malveira    | 2 - 1     | Olivais              |
| Benfica e C.B.       | 3 - 0     | D. Castelo Branco    |
| Amiense              | 3 - 1     | Teixosense           |
| Alverca              | 3 - 1     | Santa Clara          |
| Alcochetense         | 0 - 5     | Farense              |
| Aljustrelense        | 0 - 1     | Oriental Lisbona     |
| Almada               | 0 - 3     | Borbense             |
| Cabeceirense         | 0 - 0     | Macedo de Cavaleiros |
| Juventude Campinense | 3 - 1     | Pêro Pinheiro        |
| Desportivo Beja      | 5 - 2     | Juventude de Évora   |
| Os Elvenses          | 0 - 2     | Odivelas             |
| Quimigal Barreiro    | 2 - 1     | Olhanense            |
| Cova da Piedade      | 0 - 1     | Silves               |
| Carapinheirense      | 1 - 2     | Nazarenos            |
| Montijo              | 4 - 0     | Paio Pires           |
| Comércio e Indústria | 3 - 0     | 1º de Maio           |
| Lusitano FC          | 2 - 2     | Batalha              |
| Maria da Fonte       | 1 - 0     | Valecambrense        |
| Torreense            | 3 - 1     | Fornos de Algodres   |
| Trafaria             | 2 - 2     | Atlético CP          |
| Tondela              | 0 - 3     | Caldas               |
| Tirsense             | 1 - 1     | Vianense             |
| Covilhã              | 1 - 1     | Anadia               |
| Tadim                | 1 - 1     | Prado                |
| União de Tires       | 2 - 0     | Sesimbra             |
| União de Coimbra     | 9 - 0     | Ançã                 |
| União de Lamas       | 3 - 0     | Paços de Brandão     |
| Vilanovense          | 0 - 1     | Infesta              |
| Vitória Lisbona      | 3 - 2     | Barreirense          |
| Vieirense            | 2 - 1     | Viseu e Benfica      |
| Vasco da Gama Sines  | 1 - 1     | Lusitano             |
| União Santarém       | 1 - 0     | Portalegrense        |
| Valadares            | 0 - 2     | Leça                 |
| Valdevez             | 1 - 0     | Gil Vicente          |
| Sintrense            | 2 - 1     | Bucelenses           |
| Leiria e Marrazes    | 3 - 0     | Bombarralense        |
| Oliveira do Bairro   | 3 - 0     | Mangualde            |
| Limianos             | 0 - 0     | Feirense             |
| Naval                | 3 - 2     | Torres Novas         |
| Moreirense           | 2 - 1     | Amarante             |
| Merelinense          | 1 - 5     | Fafe                 |
| Mirandela            | 1 - 0     | Avanca               |
| Monção               | 2 - 0     | Aliados Lordelo      |
| Marialvas            | 1 - 0     | Campomaiorense       |
| Paços Ferreira       | 1 - 0     | Salgueiros           |
| Sacavenense          | 1 - 0     | Amora                |
| União Santiago       | 1 - 5     | Lusitânia            |
| Alba                 | 1 - 0     | Águeda               |
| Riopele              | 3 - 0     | Sanjoanense          |
| Rio Maior            | 2 - 0     | União de Tomar       |
| Penalva              | 1 - 1     | Alcanenense          |
| Peniche              | 4 - 0     | Coruchense           |
| Ribeirão             | 2 - 1     | Paredes              |

### Ripetizioni
|                      | Risultato             |                     |
| -------------------- | --------------------- | ------------------- |
| Alcanenense          | 0 - 1                 | Penalva             |
| Feirense             | 1 - 0                 | Limianos            |
| Batalha              | 2 - 2 (3 - 2 ai rig.) | Lusitano FC         |
| Atlético CP          | 7 - 0                 | Trafaria            |
| Anadia               | 2 - 0                 | Covilhã             |
| Estrela Amadora      | 2 - 3                 | Esperança Lagos     |
| Lusitano             | 1 - 4                 | Vasco da Gama Sines |
| Vianense             | 2 - 1                 | Tirsense            |
| Cartaxo              | 5 - 0                 | Guarda              |
| Prado                | 3 - 0                 | Tadim               |
| Macedo de Cavaleiros | 5 - 1                 | Cabeceirense        |

## Ripescaggi primo turno
Dopo il primo turno ci fu una fase con tutte le perdenti.
|                   | Risultato |                    |
| ----------------- | --------- | ------------------ |
| Sanjoanense       | 0 - 1     | Amarante           |
| Estrela Amadora   | 4 - 0     | Os Elvenses        |
| D. Castelo Branco | 2 - 0     | Lusitano FC        |
| Amora             | 5 - 0     | Trafaria           |
| Serpa             | 0 - 1     | Lusitano           |
| Sesimbra          | 3 - 2     | Olhanense          |
| Freamunde         | 0 - 0     | Esmoriz            |
| Febres            | 0 - 2     | Covilhã            |
| Carapinheirense   | 1 - 0     | União de Tomar     |
| Campomaiorense    | 1 - 0     | Marinhense         |
| Alcanenense       | 2 - 1     | Guarda             |
| Alcains           | 0 - 1     | Águeda             |
| Alcochetense      | 2 - 1     | Pêro Pinheiro      |
| Aljustrelense     | 0 - 3     | Barreirense        |
| Cabeceirense      | 3 - 2     | Gil Vicente        |
| Bucelenses        | 2 - 0     | Nacional           |
| Almada            | 1 - 1     | Juventude de Évora |
| Aliados Lordelo   | 1 - 2     | Bragança           |
| Loures            | 2 - 3     | Cova da Piedade    |
| Teixosense        | 1 - 7     | Académico de Viseu |
| Tadim             | 2 - 1     | Paredes            |
| Tondela           | 3 - 2     | Ançã               |
| Torres Novas      | 1 - 2     | Fornos de Algodres |
| Vilanovense       | 5 - 0     | Merelinense        |
| Valonguense       | 0 - 0     | Salgueiros         |
| Valecambrense     | 0 - 2     | Limianos           |
| Sporting Lamego   | 3 - 1     | Valadares          |
| Vila Real         | 3 - 1     | Avanca             |
| Paços de Brandão  | 4 - 1     | Desp. Aves         |
| Montalegre        | 1 - 5     | Tirsense           |
| Mangualde         | 2 - 2     | Viseu e Benfica    |
| Paio Pires        | 3 - 0     | Sporting Cuba      |
| Portalegrense     | 7 - 1     | Coruchense         |
| Bombarralense     | 3 - 2     | Tocha              |
| 1º de Maio        | 2 - 1     | Olivais            |
| Santa Clara       | 3 - 2     | União Santiago     |

### Ripetizioni
|                    | Risultato |             |
| ------------------ | --------- | ----------- |
| Esmoriz            | 2 - 0     | Freamunde   |
| Juventude de Évora | 3 - 0     | Almada      |
| Salgueiros         | 4 - 1     | Valonguense |
| Viseu e Benfica    | 2 - 1     | Mangualde   |

## Secondo turno
|                      | Risultato |                      |
| -------------------- | --------- | -------------------- |
| Fafe                 | 5 - 0     | Torreense            |
| Silves               | 1 - 0     | Seixal               |
| Porto                | 2 - 0     | Lusitânia            |
| Penafiel             | 5 - 1     | Carapinheirense      |
| Leça                 | 0 - 1     | Nazarenos            |
| Odivelas             | 2 - 1     | Sesimbra             |
| Estoril Praia        | 2 - 2     | Estrela Amadora      |
| Alcobaça             | 2 - 0     | Olivais              |
| Maria da Fonte       | 5 - 0     | Cabeceirense         |
| Marítimo             | 3 - 0     | Amora                |
| Macedo de Cavaleiros | 1 - 2     | Valdevez             |
| Lusitano             | 2 - 1     | Covilhã              |
| Guiense              | 0 - 2     | Peniche              |
| Juventude de Évora   | 1 - 3     | Vitória Guimarães    |
| Infesta              | 6 - 0     | Atlético Malveira    |
| Vendas Novas         | 1 - 6     | Leixões              |
| Benfica e C.B.       | 2 - 0     | Lourosa              |
| Benfica              | 3 - 0     | Quimigal Barreiro    |
| Anadia               | 1 - 4     | Portimonense         |
| Amarante             | 1 - 1     | Sporting Lisbona     |
| Alcanenense          | 2 - 1     | Estrela Portalegre   |
| Alcochetense         | 1 - 2     | Lusitano VRSA        |
| Bragança             | 4 - 3     | Paços de Brandão     |
| Bucelenses           | 1 - 0     | Vizela               |
| Esmoriz              | 1 - 5     | Belenenses           |
| Esperança Lagos      | 3 - 0     | Bombarralense        |
| Desportivo Beja      | 0 - 2     | Tirsense             |
| Montijo              | 3 - 1     | Atlético CP          |
| Campomaiorense       | 1 - 1     | Juventude Campinense |
| Feirense             | 4 - 1     | Batalha              |
| Mirandela            | 5 - 1     | Fornos de Algodres   |
| Mogadourense         | 2 - 1     | Sintrense            |
| Tondela              | 1 - 0     | Ermesinde            |
| União de Tires       | 2 - 1     | Ribeirão             |
| Tadim                | 4 - 1     | Borbense             |
| Farense              | 2 - 1     | Alverca              |
| Sporting Lamego      | 2 - 1     | Penalva              |
| União de Coimbra     | 0 - 3     | Alba                 |
| União de Lamas       | 2 - 1     | Salgueiros           |
| Viseu e Benfica      | 1 - 0     | Oliveira do Bairro   |
| Vitória Lisbona      | 0 - 1     | Águeda               |
| Vilanovense          | 2 - 1     | Caldas               |
| Vieirense            | 0 - 3     | Rio Ave              |
| União Leiria         | 7 - 0     | D. Castelo Branco    |
| União Santarém       | 1 - 0     | Vila Real            |
| Espinho              | 8 - 0     | Amiense              |
| Marialvas            | 2 - 1     | Cova da Piedade      |
| Oriental Lisbona     | 2 - 0     | Leiria e Marrazes    |
| Cartaxo              | 2 - 1     | Barreirense          |
| Oliveirense          | 0 - 1     | Braga                |
| O Elvas              | 2 - 0     | Famalicão            |
| Moreirense           | 3 - 0     | Monção               |
| Naval                | 1 - 3     | Académico de Viseu   |
| Limianos             | 1 - 2     | Vasco da Gama Sines  |
| Santa Clara          | 2 - 1     | Prado                |
| Paio Pires           | 2 - 1     | Vianense             |
| Varzim               | 2 - 0     | Chaves               |
| Beira-Mar            | 3 - 1     | Paços Ferreira       |
| Sacavenense          | 0 - 0     | Comércio e Indústria |
| Rio Maior            | 1 - 1     | Vitória Setúbal      |
| Riopele              | 0 - 2     | Boavista             |
| Académica            | 5 - 1     | Portalegrense        |

### Ripetizioni
|                      | Risultato   |                |
| -------------------- | ----------- | -------------- |
| Estrela Amadora      | 2 - 0 (dts) | Estoril Praia  |
| Comércio e Indústria | 1 - 0       | Sacavenense    |
| Sporting Lisbona     | 5 - 0       | Amarante       |
| Vitória Setúbal      | 9 - 0       | Rio Maior      |
| Juventude Campinense | 7 - 0       | Campomaiorense |

## Terzo turno
|                      | Risultato |                   |
| -------------------- | --------- | ----------------- |
| Académica            | 0 - 0     | Varzim            |
| Penafiel             | 2 - 0     | Tirsense          |
| Comércio e Indústria | 1 - 0     | Alcanenense       |
| Porto                | 3 - 0     | Alcobaça          |
| Silves               | 1 - 1     | Mirandela         |
| O Elvas              | 1 - 0     | Lusitano VRSA     |
| Moreirense           | 0 - 1     | Leixões           |
| Montijo              | 0 - 0     | Marítimo          |
| Juventude Campinense | 2 - 3     | Nazarenos         |
| Belenenses           | 3 - 0     | Sporting Lamego   |
| Académico de Viseu   | 1 - 0     | Feirense          |
| Benfica e C.B.       | 2 - 1     | Águeda            |
| Benfica              | 9 - 0     | Tadim             |
| Bucelenses           | 2 - 0     | Lusitano          |
| Bragança             | 2 - 1     | Maria da Fonte    |
| Marialvas            | 3 - 2     | Alba              |
| Rio Ave              | 4 - 0     | Esperança Lagos   |
| União de Lamas       | 2 - 1     | Paio Pires        |
| Tondela              | 0 - 1     | Fafe              |
| Valdevez             | 3 - 0     | Odivelas          |
| Vasco da Gama Sines  | 2 - 0     | Peniche           |
| Vitória Setúbal      | 3 - 0     | Oriental Lisbona  |
| Viseu e Benfica      | 1 - 0     | Vilanovense       |
| União de Tires       | 0 - 2     | Boavista          |
| Sporting Lisbona     | 4 - 1     | Espinho           |
| Beira-Mar            | 3 - 2     | União Leiria      |
| Santa Clara          | 3 - 4     | Estrela Amadora   |
| Portimonense         | 3 - 1     | Infesta           |
| Cartaxo              | 3 - 2     | Mogadourense      |
| Farense              | 0 - 0     | União Santarém    |
| Braga                | 1 - 2     | Vitória Guimarães |

### Ripetizioni
|                | Risultato             |           |
| -------------- | --------------------- | --------- |
| Marítimo       | 4 - 0                 | Montijo   |
| Varzim         | 1 - 0                 | Académica |
| Mirandela      | 1 - 0                 | Silves    |
| União Santarém | 0 - 0 (5 - 6 ai rig.) | Farense   |

## Sedicesimi di finale
|                      | Risultato |                     |
| -------------------- | --------- | ------------------- |
| Fafe                 | 2 - 1     | Bucelenses          |
| Bragança             | 1 - 0     | Viseu e Benfica     |
| Comércio e Indústria | 2 - 0     | União de Lamas      |
| Boavista             | 3 - 0     | Cartaxo             |
| Benfica              | 1 - 0     | Portimonense        |
| Belenenses           | 2 - 1     | Vasco da Gama Sines |
| Benfica e C.B.       | 2 - 1     | Leixões             |
| Penafiel             | 3 - 0     | Estrela Amadora     |
| Porto                | 2 - 0     | Rio Ave             |
| Sporting Ideal       | 1 - 3     | Marialvas           |
| Vitória Setúbal      | 2 - 1     | Vitória Guimarães   |
| Farense              | 4 - 0     | Mirandela           |
| Beira-Mar            | 1 - 0     | Valdevez            |
| Marítimo             | 2 - 2     | Académico de Viseu  |
| O Elvas              | 1 - 1     | Varzim              |
| Nazarenos            | 1 - 1     | Sporting Lisbona    |

### Ripetizioni
|                    | Risultato |           |
| ------------------ | --------- | --------- |
| Académico de Viseu | 0 - 1     | Marítimo  |
| Varzim             | 7 - 1     | O Elvas   |
| Sporting Lisbona   | 3 - 0     | Nazarenos |

## Ottavi di finale
|                      | Risultato |                  |
| -------------------- | --------- | ---------------- |
| Benfica              | 2 - 1     | Sporting Lisbona |
| Benfica e C.B.       | 0 - 2     | Boavista         |
| Belenenses           | 1 - 2     | Porto            |
| Bragança             | 2 - 0     | Fafe             |
| Comércio e Indústria | 0 - 0     | Varzim           |
| Vitória Setúbal      | 5 - 0     | Penafiel         |
| Beira-Mar            | 2 - 0     | Farense          |
| Marítimo             | 2 - 0     | Marialvas        |

### Ripetizioni
|        | Risultato |                      |
| ------ | --------- | -------------------- |
| Varzim | 2 - 1     | Comércio e Indústria |

## Quarti di finale
|                 | Risultato |          |
| --------------- | --------- | -------- |
| Bragança        | 0 - 2     | Benfica  |
| Marítimo        | 1 - 0     | Boavista |
| Beira-Mar       | 0 - 1     | Porto    |
| Vitória Setúbal | 0 - 1     | Varzim   |

## Semifinali
|        | Risultato |          |
| ------ | --------- | -------- |
| Porto  | 2 - 0     | Marítimo |
| Varzim | 1 - 2     | Benfica  |

## Finale
| Arbitro: | César Correia (Faro) |

|           |           |  |
| César 36’ | Marcatori |  |

| Benfica | Porto |

### Formazioni
| Benfica      |   |                      |  |     |
|              |   |                      |  |     |
| POR          | 1 | Manuel Bento         |  |     |
| DIF          |   | Alberto Fonseca      |  | 10’ |
| DIF          |   | João Laranjeira      |  |     |
| DIF          |   | António Bastos Lopes |  | 70’ |
| DIF          |   | Humberto Coelho      |  |     |
| DIF          |   | Minervino Pietra     |  |     |
| CEN          |   | Toni                 |  |     |
| CEN          |   | Shéu                 |  |     |
| CEN          |   | Carlos Manuel        |  |     |
| ATT          |   | Nené ()              |  |     |
| ATT          |   | César                |  |     |
| Sostituiti:  |   |                      |  |     |
| CEN          |   | Frederico Rosa       |  | 10’ |
| ATT          |   | Reinaldo Gomes       |  | 70’ |
| Allenatore:  |   |                      |  |     |
| Mário Wilson |   |                      |  |     |

| Porto              |   |                      |  |     |
|                    |   |                      |  |     |
| POR                | 1 | João Fonseca         |  |     |
| DF                 |   | Fernando Freitas     |  |     |
| DF                 |   | António Lima Pereira |  |     |
| DF                 |   | Carlos Simões ()     |  |     |
| CEN                |   | Romeu Silva          |  |     |
| CEN                |   | Rodolfo Reis         |  | 46’ |
| CEN                |   | Quinito              |  | 65’ |
| CEN                |   | António Frasco       |  |     |
| CEN                |   | António Sousa        |  |     |
| CEN                |   | Adelino Teixeira     |  |     |
| ATT                |   | Fernando Gomes       |  |     |
| Sostituiti:        |   |                      |  |     |
| CEN                |   | Albertino Pereira    |  | 46’ |
| ATT                |   | Bife                 |  | 65’ |
| Allenatore:        |   |                      |  |     |
| José Maria Pedroto |   |                      |  |     |